# 派崔克·貝加
派崔克·貝加（捷克語：Patrik Berger，1973年11月10日—），出生在布拉格，是一名捷克足球員，最後效力布拉格斯巴達。貝加曾經在捷甲、德甲和英超作賽，其中在英超效力了長達12年。他最為人熟悉的是他長達7年在利物浦的歲月，其後他加盟了樸茨茅夫和在2005年6月1日轉投阿士東維拉直到2008年5月。他能夠出任中場和前鋒的位置，有力的攻擊、猛衝和強大的左腳都令貝加變得著名。他的足球生涯一直受到傷患所困擾，而需要美國的專家施以治療。2010年1月6日，他因为膝伤而宣布退役。

## 球會生涯

### 布拉格斯巴達
貝加出生於現在已經解體的捷克斯洛伐克的首都布拉格。1989年，他在布拉格斯巴達以一名年青球員的身份展開其足球生涯。不久後，他獲得了同市競爭對手布拉格斯拉維亞的兩年期職業合同。貝加打上了正選位置後，捷克斯洛伐克解宣佈解體，而他最終選擇了代表捷克比賽。
他在布拉格斯巴達上陣了89場聯賽賽事，並且攻入了24球後，於1995年以據報50萬英鎊的身價被奧特馬·希斯菲特領軍的多蒙特所購入。貝加的首個賽季對他個人而言是受挫，但對球會而言則是成功。多蒙特於當季贏得德甲和德國超級盃，貝加卻主要出任後備，上陣了25場聯賽賽事僅攻入4球。奧特馬·希斯菲特寧願讓他出任防守中場，因為他認為這是貝加最合適出任的位置。
由於他在1996年歐洲國家盃的表現而吸引到利物浦先後接近了他和其同胞卡雷尔·波博尔斯基，最終後者選擇轉會至曼聯，而貝加則在1996年8月以325萬英鎊加盟利物浦。

### 利物浦
貝加轉投利物浦後，他與他的妻子亞羅斯拉娃（Jaroslava）和他們的兩名孩子定居在默西塞德郡的紹斯波特，與退役球員堅尼·杜格利殊和阿倫·漢臣是鄰居。1996年9月7日，貝加在對修咸頓的賽事中後備入替首次亮相，他加盟的首個月表現不俗，因而受到了球迷的愛戴和同行的好評。他的第二場賽事同樣是後備上陣，但他在這場對李斯特城的賽事中卻梅開二度，協助球隊以3-0擊敗對手。其後，他在晏菲路球場對車路士的賽事再次梅開二度，最終協助球隊以5-1大勝對手。他在緊接的歐洲盃賽冠軍盃對邁帕的賽事中再添一球，這使到他上陣了僅四場卻攻入了五球。貝加絕佳的表現為他贏得了9月份的英超每月最佳球員。
他的第二季一隊上陣機會減少，當季他常坐在後備席上，直至他在對車路士的賽事中大演帽子戲法為止。他與領隊萊·伊雲斯的不和，導致他在利物浦的足球生涯處於危機之中。1998年3月，貝加拒絕在對保頓的賽事中擔任後備後，萊·伊雲斯批評貝加對團隊精神漠不關心，並公開表明願意將其出售。貝加的經理人向媒體表示，賓菲加、羅馬和未知的西班牙球會有興趣買入他。隨著在1998/99球季前，熱拉爾·侯利亞上任聯席領隊和萊·伊雲斯離開後，貝加最終決定留在球會。
在熱拉爾·侯利亞麾下，貝加取得了正選位置，並射入了9球。2000年11月，他在對列斯聯的賽事中受傷，使得他缺席了2000/01球季大部分賽事，並且被球會要求前往美國接受醫生李察·史特曼的專科治療。貝加在3月康復，並且在2001年歐洲足協杯決賽和足總杯決賽中表現出色，其中在足總杯決賽對阿仙奴的賽事中，他助攻予米高·奧雲，後者不負所託攻入致勝球。
2001年至2003年間，經常性的損傷進一步影響貝加的職業生涯，並剝奪了他在一隊的位置。2002/03球季，他與利物浦的合約完結後決定離開球會。他的最後一季一直局限於後備位置，僅上陣了四場。曾傳出他會加盟列斯聯，不過他最終在2003年6月6日免費轉會至樸茨茅夫。貝加合共代表利物浦上陣了196場，射入了35球。

### 樸茨茅夫
貝加在開賽日對阿士東維拉的賽事中首次亮相，並攻入了該場賽事的第二球，協助球隊以2-1擊敗對手。然而在2004年2月，他逼於無奈接受膝部手術而缺席了賽季剩餘的賽事。
2005年6月，他被球會所放棄而轉投了阿士東維拉並簽訂了兩年合約。

### 阿士東維拉
在貝加效力阿士東維拉的早期，他受到傷患困擾而甚少在聯賽上陣。2006年11月，他被外借至史篤城，一些報告表明他已經被領隊馬田·奧尼爾棄用。借用期完結後，他有一段時期變得健康和他的能力開始閃爍起來，經常顯示出了他在球場上的影響力。4月7日，他在對布力般流浪的賽事中攻入其加盟兩年以來的首球，協助球隊以2-1勝出，他的表現亦備受讚揚。5月5日，貝加在對錫菲聯的賽事中再次取得入球。
2007年5月28日，貝加同意與阿士東維拉續約一年。
2008年5月6日，他在慫恿阿士東維拉隊友加雷斯·巴里轉投利物浦後被告知他已經打過他最後一場比賽。他的合約完結後被球會所放棄。貝加合共效力了球會達三季卻僅上陣了29場英超賽事。

### 重返布拉格
2008年5月29日，貝加轉會至布拉格斯巴達並簽訂了兩年合約和兼任球隊隊長。2010年1月6日，他因为膝伤而宣布退役。

## 生涯數據
| 球會表現     | 球會表現       | 球會表現             | 聯賽 | 聯賽 | 足總盃           | 足總盃           | 聯賽盃       | 聯賽盃       | 洲際賽 | 洲際賽 | 總數 | 總數 |
| 球季         | 球會           | 聯賽                 | 出場 | 入球 | 出場             | 入球             | 出場         | 入球         | 出場   | 入球   | 出場 | 入球 |
| 捷克斯洛伐克 | 捷克斯洛伐克   | 捷克斯洛伐克         | 聯賽 | 聯賽 |                  |                  |              |              | 歐洲賽 | 歐洲賽 | 總數 | 總數 |
| ------------ | -------------- | -------------------- | ---- | ---- | ---------------- | ---------------- | ------------ | ------------ | ------ | ------ | ---- | ---- |
| 1991-92      | 布拉格斯拉維亞 | 捷克斯洛伐克甲級聯賽 | 20   | 3    | -                | -                | -            | -            | -      | -      | 20   | 3    |
| 1992-93      | 布拉格斯拉維亞 | 捷克斯洛伐克甲級聯賽 | 29   | 10   | -                | -                | -            | -            | -      | -      | 29   | 10   |
| 捷克         | 捷克           | 捷克                 | 聯賽 | 聯賽 | 捷克共和國足球杯 | 捷克共和國足球杯 | 聯賽杯       | 聯賽杯       | 歐洲賽 | 歐洲賽 | 總數 | 總數 |
| 1993-94      | 布拉格斯拉維亞 | 捷甲                 | 12   | 4    | -                | -                | -            | -            | -      | -      | 12   | 4    |
| 1994-95      | 布拉格斯拉維亞 | 捷甲                 | 28   | 7    | -                | -                | -            | -            | -      | -      | 28   | 7    |
| 德國         | 德國           | 德國                 | 聯賽 | 聯賽 | 德國盃           | 德國盃           | 德國聯賽盃   | 德國聯賽盃   | 歐洲賽 | 歐洲賽 | 總數 | 總數 |
| 1995-96      | 多蒙特         | 德甲                 | 25   | 4    | -                | -                | -            | -            | 2      | 0      | 27   | 4    |
| 英格蘭       | 英格蘭         | 英格蘭               | 聯賽 | 聯賽 | 英格蘭足總盃     | 英格蘭足總盃     | 英格蘭聯賽盃 | 英格蘭聯賽盃 | 歐洲賽 | 歐洲賽 | 總數 | 總數 |
| 1996-97      | 利物浦         | 英超                 | 23   | 6    | 2                | 0                | 3            | 1            | 6      | 2      | 34   | 9    |
| 1997-98      | 利物浦         | 英超                 | 22   | 3    | 1                | 0                | 2            | 1            | 2      | 0      | 27   | 4    |
| 1998-99      | 利物浦         | 英超                 | 32   | 7    | 2                | 0                | 1            | 0            | 6      | 2      | 41   | 9    |
| 1999-00      | 利物浦         | 英超                 | 34   | 9    | 1                | 0                | 2            | 0            | -      | -      | 37   | 9    |
| 2000-01      | 利物浦         | 英超                 | 14   | 2    | 1                | 0                | 1            | 0            | 5      | 0      | 21   | 2    |
| 2001-02      | 利物浦         | 英超                 | 21   | 1    | 1                | 0                | -            | -            | 8      | 0      | 30   | 1    |
| 2002-03      | 利物浦         | 英超                 | 2    | 0    | -                | -                | 1            | 1            | 1      | 0      | 4    | 1    |
| 2003-04      | 樸茨茅夫       | 英超                 | 20   | 5    | 1                | 0                | 2            | 0            | -      | -      | 23   | 5    |
| 2004-05      | 樸茨茅夫       | 英超                 | 32   | 3    | 2                | 0                | 3            | 0            | -      | -      | 37   | 3    |
| 2005-06      | 阿士東維拉     | 英超                 | 8    | 0    | -                | -                | 1            | 0            | -      | -      | 9    | 0    |
| 2006-07      | 阿士東維拉     | 英超                 | 13   | 2    | -                | -                | 1            | 0            | -      | -      | 14   | 2    |
| 2006-07      | 史篤城         | 英冠                 | 7    | 0    | -                | -                | -            | -            | -      | -      | 7    | 0    |
| 2007-08      | 阿士東維拉     | 英超                 | 8    | 0    | -                | -                | 1            | 0            | -      | -      | 9    | 0    |
| 捷克         | 捷克           | 捷克                 | 聯賽 | 聯賽 | 捷克共和國足球杯 | 捷克共和國足球杯 | 聯賽杯       | 聯賽杯       | 歐洲賽 | 歐洲賽 | 總數 | 總數 |
| 2008-09      | 布拉格斯巴達   | 捷甲                 | 21   | 6    | 4                | 2                | —            | —            | 4      | 0      | 29   | 8    |
| 2009–10      | 2              | 0                    | —    | —    | —                | —                | —            | —            | 2      | 0      |      |      |
| 總和         | 捷克斯洛伐克   | 捷克斯洛伐克         | 49   | 13   | —                | —                | —            | —            | 2      | 0      | 51   | 13   |
| 總和         | 捷克           | 捷克                 | 64   | 17   | 4                | 2                | —            | —            | 10     | 2      | 78   | 21   |
| 總和         | 德國           | 德國                 | 25   | 4    | —                | —                | —            | —            | 2      | 0      | 27   | 4    |
| 總和         | 英格蘭         | 英格蘭               | 236  | 38   | 11               | 0                | 18           | 3            | 28     | 4      | 293  | 45   |
| 總和         | 總和           | 總和                 | 374  | 72   | 15               | 2                | 18           | 3            | 42     | 6      | 449  | 83   |

## 國際賽生涯
在1996年歐洲國家盃中，捷克奪得了亞軍，提高了很多捷克球員的形象，其中包括貝加、帕維爾·尼維特和卡雷尔·波博尔斯基等，他們的表現說服到一些在歐洲享負盛名的球會去購買他們。貝加於1996年歐洲國家盃決賽對上了德國，他在下半場53分钟射入十二碼一度協助捷克領先，不過最終被德國以黃金入球所擊敗。他亦曾參加過2000年歐洲國家盃並在對法羅群島的賽事中上陣。

## 榮譽
多蒙特
- 德國超級盃（1995）
- 德甲（1995-96）

利物浦
- 足總杯（2001）
- 聯賽杯（2001、2003）
- 歐協杯（2001）
- 慈善盾（2001）
- 歐洲超級盃（2001）

## 外部連結
- （英文）足球数据库：派崔克·貝加的球员统计数据